# Gramatika hrvatskoga jezika
Gramatika hrvatskoga jezika u širem smislu uključuje skup normi u hrvatskome standardnom jeziku (pravogovorne, pravopisne, gramatičke i leksičke) koje se odnose na pisanje, govor, riječi, njihovo značenje i odnose među njima te tako dalje.

## Povijest
Početci hrvatske pismenosti sežu i do 8. stoljeća. Pod kraj 9. stoljeća Hrvati su sa slavenskim bogoslužjem dobili i književni jezik, starocrkvenoslavenski i pismo, glagoljicu. Najpoznatiji pisani spomenik na glagoljici zasigurno je Bašćanska ploča iz 1100. godine. Osim nje, od glagoljičnih tekstova značajni su Vinodolski zakonik, Valunska ploča, Istarski razvod, Misal kneza Novaka, a od tiskanih knjiga značajne su dvije inkunabule, Misal po zakonu rimskoga dvora i Brevijar po zakonu rimskoga dvora. O pitanju standardnog hrvatskog jezika najviše se počelo govoriti u baroku, kada dolazi do većeg razvoja gramatike, te na samom početku nastaje prva gramatika hrvatskoga jezika, Bartola Kašića, Institutionum linguae illyricae libri duo, izdana u Rimu 1604. godine.
Do prave standardizacije dolazi u 19. stoljeću koje započinje ilirskim pokretom, kad Ljudevit Gaj 1830. godine izdaje Kratku osnovu horvatsko-slavenskog pravopisanja. Već 1836. se pojavljuje gramatika Vjekoslava Babukića koja je obilježila pola stoljeća.
U 20. stoljeću Hrvatska ulazi u sastav Jugoslavije, što uvelike utječe na položaj hrvatskog jezika.
Godine 1954. hrvatski i srpski jezikoslovci sklapaju Novosadski dogovor, kojim se stvara zajednički jezik, nazvan hrvatskosrpski ili srpskohrvatski. No, srpski jezik ipak postaje službeni jezik administracije.
Zbog nezadovoljstva tim dogovorom, veliki broj hrvatskih jezikoslovaca i 18 znanstvenih i kulturnih ustanova potpisuje 1967. godine Deklaraciju o nazivu i položaju hrvatskog jezika u kojoj kritiziraju Novosadski dogovor. Tadašnje vlasti oštro su osudile Deklaraciju. 
Godine 1971., tijekom hrvatskog proljeća, izlazi Hrvatski pravopis (tzv. Londonac) autora Stjepana Babića, Božidara Finke i Milana Moguša, objavljen ponovno 1972. godine u Londonu zbog političke situacije u Jugoslaviji, čija vlast je osudila i zabranila pravopis kao i Deklaraciju.
Godine 1990. u Hrvatskoj se u proljeće održavaju prvi slobodni, višestranački demokratski izbori, počinje proces osamostaljivanja Hrvatske, te se i pravopis iz 1971. godine konačno izdaje u Zagrebu. Od tada, počinje slobodan razvoj jezika i izdaju se nove gramatike.
- Gramatika iz 1994.; Stjepko Težak, Stjepan Babić.
- Gramatika iz 1997.; skupina autora.
- Gramatika iz 2005.; Josip Silić, Ivo Pranjković

## Fonologija
U hrvatskom jeziku postoje tri podjele fonema. 
1. Prema otvorenosti (odnosno, zatvorenosti) prolaza zračnoj struji koja izlazi iz pluća.
| Otvornici (samoglasnici) | a, e, i, o, u + (ie) (r)                                                     |
| Zatvornici (suglasnici)  | b, c, č, ć, d, dž, đ, f, g, h, j, k, l, lj, m, n, nj, p, r, s, š, t, v, z, ž |

Zatvornici se dijele po tvorbenom načinu još i na zvonačnike te šumnike.
Zvonačnicima pripadaju: l, j, lj, m, n, nj, v, r.
Šumnicima pripadaju:
- zapornici: b, d, g, p, t, k
- tjesnačnici: z, ž, s, š, f, h
- slivenici: dž, đ, č, ć, c

2.   Po mjestu tvorbe (ovisno o dijelovima usta koji sudjeluju u tvorbi glasova: usne, desni, zubi, jezik i nepce)
| Dvousnenici (bilabijali)     | p, b, m                      |
| Zubnousnenici (labiodentali) | f, v                         |
| Zubnici (dentali)            | t, d, n, c, z, s             |
| Desnici (alveolari)          | l, r                         |
| Nepčanici (palatali)         | č, ć, dž, đ, j, lj, nj, š, ž |
| Mekonepčanici (velari)       | k, g, h                      |

Kao nepčanici također se ponašaju skupovi šć, št, žd, rj pri prijeglasu.
3.   Po zvučnosti (zvučni i bezvučni parnjaci)
| Zvučni   | b | d | g | dž | đ | z | ž | / | / | / |
| Bezvučni | p | t | k | č  | ć | s | š | f | c | h |

Sveukupno, uključujući i način tvorbe, mjesto tvore te zvučnost, dobiva se ova tablica zatvornika:
| Konsonanti hrvatskoga jezika | Konsonanti hrvatskoga jezika | Konsonanti hrvatskoga jezika | Konsonanti hrvatskoga jezika | Usnenici    | Usnenici      | Zubnici | Desnici | Nepčanici     | Nepčanici | Jedrenici |
| Konsonanti hrvatskoga jezika | Konsonanti hrvatskoga jezika | Konsonanti hrvatskoga jezika | Konsonanti hrvatskoga jezika | Dvousnenici | Zubnousnenici | Zubnici | Desnici | Prednepčanici | Nepčanici | Jedrenici |
| ---------------------------- | ---------------------------- | ---------------------------- | ---------------------------- | ----------- | ------------- | ------- | ------- | ------------- | --------- | --------- |
| Šumnici                      | Zapornici                    | Zapornici                    | zvučni                       | b〈b〉      |               | d〈d〉  | d〈d〉  |               |           | g〈g〉    |
| Šumnici                      | Zapornici                    | Zapornici                    | bezvučni                     | p〈p〉      |               | t〈t〉  | t〈t〉  |               |           | k〈k〉    |
| Šumnici                      | Slivenici                    | Slivenici                    | zvučni                       |             |               | t͡s〈c〉 |         | t͡ʃ〈č〉       | t͡ɕ〈ć〉   |           |
| Šumnici                      | Slivenici                    | Slivenici                    | bezvučni                     |             |               |         |         | d͡ʒ〈dž〉      | d͡ʑ〈đ〉   |           |
| Šumnici                      | Tjesnačnici                  | Tjesnačnici                  | zvučni                       |             |               | z〈z〉  |         | ʒ〈ž〉        |           |           |
| Šumnici                      | Tjesnačnici                  | Tjesnačnici                  | bezvučni                     |             | f〈f〉        | s〈s〉  |         | ʃ〈š〉        |           | x〈h〉    |
| Zvonačnici                   | Približnici                  | Približenici                 | Približenici                 |             | ʋ〈v〉        |         |         |               |           |           |
| Zvonačnici                   | Približnici                  | Kliznici                     | Kliznici                     |             |               |         |         |               | j〈j〉    |           |
| Zvonačnici                   | Približnici                  | Bočnici                      | Bočnici                      |             |               |         | l〈l〉  |               | ʎ〈lj〉   |           |
| Zvonačnici                   | Približnici                  | Treptajnici                  | Treptajnici                  |             |               |         | r〈r〉  |               |           |           |
| Zvonačnici                   | Nosnici                      | Nosnici                      | Nosnici                      |             |               | n〈n〉  | n〈n〉  |               | ɲ〈nj〉   |           |

Moguće je napraviti i ovakvu tablicu otvornika:
| Vokali hrvatskoga jezika | Prednji       | Središnji | Stražnji |
| ------------------------ | ------------- | --------- | -------- |
| Visoki                   | i 〈i〉       |           | u〈u〉   |
| Visoki → srednji         | i͜e 〈ije/je〉 |           |          |
| Srednji                  | e 〈e〉       |           | o〈o〉   |
| Niski                    |               | a 〈a〉   |          |

### Naglasak
Naglasak je isticanje sloga visinom izgovora ili jačinom, ili oboma.
U standardnome hrvatskom jeziku kratki i dugi slogovi mogu biti naglašeni te se u njima ton izgovora može kretati uzlazno i silazno. U silaznim naglascima slog je naglašen jačinom i visinom. U uzlaznim naglascima jedan je slog naglašen jačinom, a slog iza njega visinom. Zato se uzlazni naglasci mogu naći samo na dvosložnim i višesložnim riječima. Ukupno postoje 4 naglaska:
| Naglasak      | Oznaka | Opis notama |
| ------------- | ------ | ----------- |
| dugosilazni   | ⌒      |             |
| kratkosilazni | ‶      |             |
| dugouzlazni   | ´      |             |
| kratkouzlazni | `      |             |

Opise notama prvi je dao Josip Florschütz u svojoj gramatici iz 1896. godine.
Riječi ne moraju uvijek biti naglašene, one se tada s riječju do sebe spajaju u jednu naglasnu cjelinu. Ako se spajaju s riječju iza onda su to proklitike ili prednaglasnice, a ako se spajaju s rječju ispred onda su enklitike ili zanaglasnice.
Pravila naglašavanja
1. riječi u hrvatskom jeziku najčešće imaju samo jedan naglasak
2. polusloženice (riječi pisane sa spojnicom spomen-ploča, auto-cesta) i superlativi (najjednostavniji, najprodavaniji...) imaju dva naglaska
3. jednosložne riječi mogu imati samo silazne naglaske
4. višesložne riječi na prvom slogu mogu imati sva četiri naglaska
5. višesložne riječi na srednjem slogu mogu imati samo uzlazne naglaske
6. posljednji slog u riječi ne može se naglasiti (osim ako je riječ jednosložna ili je usklik, npr. Aha!)
7. zanaglasna dužina može stajati samo iza naglašenog sloga
8. naglasak se može mijenjati u oblicima riječi (sklonidba, sprezanje, komparacija...)
9. silazni naglasci mogu prijeći na prednaglasnicu i tada postaju kratkouzlazni ili kratkosilazni.

### Glasovne promjene
To su promjene glasova zbog tvorbe riječi ili oblika riječi uz međusoban utjecaj glasova sličnih ili različitih zvučnih i izgovornih svojstava. Mogu se događati na granici dviju riječi ili između morfemske osnove i morfema.
Glasovne promjene u hrvatskome standardu jesu:
- Gubljenje suglasnika
- Jednačenje po mjestu tvorbe
- Jednačenje po zvučnosti
- Jotacija
- Navezak
- Nepostojano a
- Nepostojano e
- Palatalizacija
- Prijeglas
- Prijevoj
- Refleksi jata
- Sibilarizacija
- Vokalizacija.

## Građa riječi
Morfem je najmanji jezični odsječak riječi koji ima vlastito značenje.
U nekim slučajevima, morfem može mijenjati svoj oblik, a da značenje ostane isto. Takvi morfemi nazivaju se alomorfi.
po | ruk | a –> po | ruč | i | ti
Postoje tri osnovne vrste morfema po položaju: prefiksalni, korijenski i sufiksalni. 
po | ruk | a
Prefiksalni stoji na početku, sufiksalni na kraju, a korijenski u sredini riječi.
Postoji još jedna podjela morfema, po funkciji na rječotvorne i oblikotvorne.
- Rječotvorni morfemi služe za tvorbu novih riječi: škol- → škola, školarina,...
- oblikotvorni morfemi mijenjaju samo oblik riječi, ali ne i značenje: škol- → škola, škole, školi...

Leksem označava ukupnost svih oblika koje ima neka riječ (značenje mora biti uvijek isto).
- kuća, kuće, kući, kućama...

Treba razlikovati tvorbenu analizu i morfemsku analizu riječi. Kod tvorbene analize, radi se o leksemu, a ne o morfemu.
- Morfemska: zid|ar|sk|i
- Tvorbena: zidar|ski jer je riječ zidarski nastala od zidar dodavanjem nastavka.

Riječ je glas ili skupina glasova koja ima neko značenje i kao takva je osnovna jedinica svakog jezika.
Po određenosti značenja, riječi se mogu podijeliti na:
1. Punoznačnice (imenice, glagoli, zamjenice, pridjevi, brojevi, prilozi) – imaju i gramatičko i leksičko značenje
2. Nepunoznačnice (prijedlozi, veznici, čestice, usklici) – imaju samo gramatičko značenje, uspostavljaju veze između punoznačnih riječi.[7]

Frazemi su jezične jedinice koje se sastoje od više članova, ali u govoru imaju značenje u cjelini.
- biti na konju (dobra situacija, prilika)

## Pravopis
Pravopis hrvatskog jezika detaljno govori o pravilima pisanja velikog i malog slova, -ije i -je, interpunkcijskih znakova, tuđica, o iznimkama...

### Interpunkcijski znakovi
Interpunkcijski ili rečenični znakovi (razgodci) rastavljaju tekst na rečenicu i njene dijelove.
To su: točka, upitnik, uskličnik, zarez, navodnici, dvotočje, trotočje, točka sa zarezom, izostavnik, crtica, spojnica i zagrade.

## Vrste riječi
Vrste riječi jesu skupovi riječi koji se odnose na isti pojam a razlikuju se nastavkom. Ako se riječi pojavljuju u više oblika, onda su promjenjive, a ako se nikad ne mijenjaju onda su nepromjenjive.
Promjenjive vrste riječi:
- imenice
- zamjenice
- pridjevi
- glagoli
- brojevi

Nepromjenjive vrste riječi:
- prijedlozi
- prilozi
- veznici
- usklici
- čestice

Imenice, zamjenice, pridjevi i brojevi imaju rod, broj i padež. Pridjevi se mogu i komparirati u tri stupnja - pozitiv, komparativ i superlativ. Glagoli nemaju ni rod ni broj ni padež – ne sklanjaju (dekliniraju) se, već se konjugiraju – imaju glagolska vremena.

## Imenice

### Padeži
U hrvatskom jeziku postoji sedam padeža:
1. nominativ – Tko? Što? (postoji)
2. genitiv – Koga? Čega? (nema)
3. dativ – Komu? Čemu? (prilazim)
4. akuzativ – Koga? Što? (vidim)
5. vokativ – Oj! Ej! (dozivanje)
6. lokativ – O komu? O čemu? (razmišljam)
7. instrumental – S kim(e)? Čim(e)? (putujem).[8]

## Glagoli
Glagolski oblici:
- infinitiv (neodređeni glagolski oblik, osnovni oblik glagola)

Glagolska vremena mogu se podijeliti s obzirom na to izriču li prošlost, sadašnjost ili budućnost.
prošlost
- perfekt (prošlo složeno vrijeme)
- imperfekt (prošlo nesvršeno vrijeme)
- pluskvamperfekt (pretprošlo vrijeme)
- aorist (prošlo svršeno vrijeme)

sadašnjost
- prezent (sadašnje vrijeme)

budućnost
- futur prvi (buduće vrijeme)
- futur drugi (predbuduće vrijeme)

Glagolski načini ne izražavaju neko konkretno vrijeme.
- indikativ (realni način)

- imperativ (zapovjedni način)
- kondicional prvi (sadašnji pogodbeni način)
- kondicional drugi (prošli pogodbeni način)
- optativ (željni način).

Glagolska stanja govore vrši li radnju subjekt ili se radnja na njemu vrši.
- aktiv (izražava da subjekt vrši radnju)
- pasiv (izražava da se na subjektu vrši radnja)

Glagolski pridjevi su pridjevi nastali od glagola.
- glagolski pridjev radni
- glagolski pridjev trpni

Glagolski prilozi su prilozi nastali od glagola.
- glagolski prilog sadašnji
- glagolski prilog prošli.

## Rečenica
Rečenica je niz riječi ili jedna riječ kojom se prenosi neku cjelovitu obavijest.
Svojstva:
- Članjivost – može se rastavljati na sastavne dijelove
- Modalnost – prenosi obavijest o vremenu i načinu zbivanja radnje
- Ciljna usmjerenost (priopćajna svrha) – govori što izražava rečenica
- Obavijesnost – sastoji se od dijela koji sadrži novu obavijest (rema) i dijela koji govori nešto već poznato (tema)

Rečenica se sastoji od rečeničnih dijelova (članova rečeničnog ustrojstva), a to su:
- Subjekt
- Predikat
- Objekt
- Priložna oznaka
- Atribut
- Apozicija

### Podjela
Postoje dva načina podjele rečenica. Prva, jednostavnija je po priopćajnoj svrsi, na upitne, usklične i izjavne, ovisno o tome izražavaju li neko pitanje, naredbu (ili iznenađenje, uzvik itd.) ili neku izjavu.
Druga podjela je s obzirom na sastav na:
1. Jednostavne rečenice – imaju samo jedan predikat.
- Neproširene – imaju samo subjekt i predikat.
- Proširene – imaju subjekt, predikat i dodatke (druge rečenične dijelove).

2. Složene rečenice – imaju dva ili više predikata.
- Nezavisnosložene[9] – sastoji se od dvije ili više jednostavnih rečenica koje mogu stajati zasebno.

- rečenični niz – rečenice nanizane bez veznika; odvajaju se zarezom
- sastavne – veznici: i, pa, te, ni, niti; ne odvajaju se zarezom
- rastavne – veznik: ili; ne odvajaju se zarezom
- suprotne – veznici: a, ali, nego, no, već; odvajaju se zarezom
- isključne – veznici: samo, samo što, jedino, jedino što, tek, tek što; odvajaju se zarezom
- zaključne – veznici: dakle, zato, stoga; odvajaju se zarezom

- Zavisnosložene[10] – sastoje se od dvije ili više jednostavnih rečenica koje ne mogu stajati zasebno. Jedna od njih je glavna rečenica (može stajati samostalno), dok su druge zavisne (ne mogu stajati samostalno, proširuju glavnu rečenicu).

- subjektne – odnosi se prema glavnoj kao subjekt prema predikatu
- predikatne – kao predikatni dio
- objektne – kao objekt
- atributne – kao atribut prema imenici koju opisuje
- priložne – kao priložna oznaka (mjesta, vremena, načina, namjere, uzroka, posljedice, pogodbe ili dopuštanja) prema predikatu

- mjesne
- vremenske
- načinske
- namjerne
- uzročne
- posljedične
- pogodbene
- dopusne